# Dedalus Diggle
|  | Sammenskrivningsforslag Artiklen Dedalus Diggle er foreslået føjet ind i Fønixordenen. (Siden maj 2023) Diskutér forslaget |

Dedalus Diggle er en fiktiv karakter i Harry Potter-serien. Medlem af den gamle og nye Fønixordenen.
Vi møder Dedalus Diggle for første gang den 31. juli 1991, hvor Hagrid tog Harry med ind på Den utætte kedel. Han bukkede engang for Harry Potter i en butik. Han bor i Kent, og ifølge Minerva McGonagall har han aldrig haft forstand. Diggle var med til at eskortere Vernon, Petunia og Dudley Dursley, for at få dem i sikkerhed, når Harrys beskyttelsesfortryllelse blev brudt. Mens han tog sig af Dursley'erne, blev han ransaget og brændt ned af Dødsgardisterne.

## Mytologi
Dedalus (Daidalos, græsk mytologi) – den legendariske opfinder, der har designet labyrinten til at fængsle Minotauros. Da Minos senere fængsler ham på Kreta, skaber Dedalus vinger ud af voks og fjer, så han og hans søn Ikaros kunne flyve i sikkerhed; Ikaros fløj for tæt på solen og faldt til hans død, da voksen smeltede, men Dedalus undslap.